# Santi Giovanni e Teresa (Nápoly)
A Santi Giovanni e Teresa egy templom Nápoly Chiaia negyedében. Az 1757-ben épült templom egyike Nápoly legjelentősebb barokk építkezéseinek. Belsőjét Giuseppe Bonito freskói díszítik.